# Distretti del Kazakistan

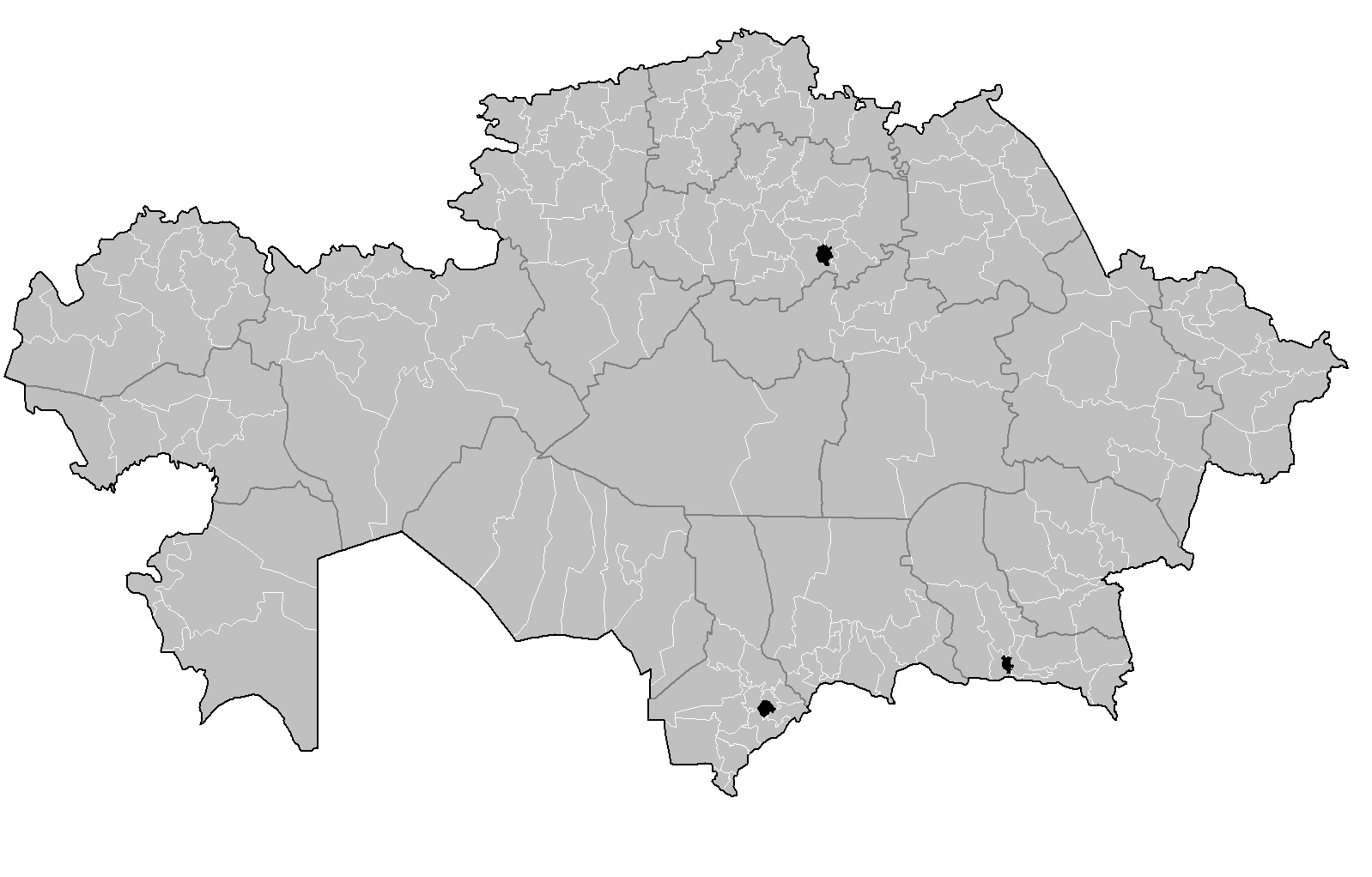
Distretti del Kazakistan

I distretti del Kazakistan (in kazako: sing. ауданы, tras. aýdany) sono la suddivisione territoriale di secondo livello del Paese, dopo le regioni, e sono pari a 170.

## Regione di Abaj
- Abaj
- Aqsuat
- Ayagoz
- Besqarağaj
- Borodulikha
- Kökpektí
- Urzhar
- Zharma

## Regione di Almaty
- Balqaş
- Eñbekşıqazaq
- Ile
- Jambyl
- Qarasai
- Raiymbek
- Talğar
- Ūiğyr

## Regione di Aqmola
- Aqköl
- Aršaly
- Astrahan
- Atbasar
- Būlandy
- Celinograd
- Egindiköl
- Eńbekšilder
- Erejmentau
- Esil
- Qorǧalzhyn
- Sandyqtau
- Burabay
- Šortandy
- Zerendí
- Zhaqsy
- Zharqajyń

## Regione di Aqtöbe
- Alǧa
- Äjteke Bi
- Bajǧanin
- Hromtau
- Martök
- Mūǧalzhar
- Ojyl
- Qarǧaly
- Qobda
- Šalqar
- Temir
- Yrǧyz

## Regione di Atyrau
- Inder
- Isataj
- Mahambet
- Maqat
- Qūrmanǧazy
- Qyzylqoǧa
- Zhylyoj

## Regione di Karaganda
- Abaj
- Aqtoǧaj
- Būqar Zhyrau
- Nūra
- Osakarov
- Qarqaraly
- Šet

## Regione del Kazakistan Occidentale
- Aqšajyq
- Bökej Orda
- Börílí
- Kaztalovka
- Qaratöbe
- Šyńǧyrlay
- Syrym
- Tasqala
- Terektí
- Zelenov
- Zhańaqala
- Zhäníbek

## Regione del Kazakistan Orientale
- Aâköz
- Glubokoe
- Kurším
- Qatonqaraǧaj
- Šemonaiha
- Tarbaǧataj
- Ūlan
- Zajsan
- Zyrân

## Regione del Kazakistan Settentrionale
- Ajyrtau
- Aqqajyń
- Aqzhar
- Esil
- Ǵabıt Músirepov
- Maǵjan Jumabaev
- Mamljut
- Qyzylzhar
- Šal Aqyn
- Tajynša
- Timirâzev
- Uälihanov
- Jambyl

## Regione di Mangghystau
- Bejneu
- Mangghystau
- Qaraqiâ
- Tupqaraǧan

## Regione di Pavlodar
- Aqqu
- Aqtoǧaj
- Baânauyl
- Ertis
- Maj
- Pavlodar
- Qašyr
- Šarbaqty
- Uspen
- Zhelezin

## Regione di Qostanay
- Altynsarin
- Amangeldí
- Äulieköl
- Denisov
- Fedorov
- Meńdíqara
- Nauyrzym
- Qamysty
- Qarabalyq
- Qarasu
- Qostanay
- Saryköl
- Taran
- Ūzynköl
- Zhangeldí
- Zhítíqara

## Regione di Qyzylorda
- Aral
- Qarmaqšy
- Qazaly
- Šielí
- Syrdariâ
- Zhalaǧaš
- Zhańaqorǧan

## Regione di Turkistan
| Distretto | Capoluogo   | Popolazione (2013) | Superficie (km²) |
| --------- | ----------- | ------------------ | ---------------- |
| Bäjdibek  | Šaân        | 54 091             | 7 200            |
| Maqtaaral | Zhetìsaj    | 296 269            | 1 800            |
| Ordabasy  | Temìrlan    | 114 203            | 2 726            |
| Otyrar    | Šäuìldir    | 56 246             | 18 100           |
| Qazyǧūrt  | Qazyǧūrt    | 107 766            | 4 100            |
| Sajram    | Aksu        | 311 155            | 17 000           |
| Šardara   | Šardara     | 78 554             | 13 000           |
| Saryaǧaš  | Saryaǧaš    | 303 019            | 141 436          |
| Sozaq     | Šolaqqorğan | 56 847             | 41 000           |
| Töle Bi   | Lenger      | 132 073            | 3 150            |
| Tulkibas  | Šolaqqorğan | 106 582            | 2 300            |

## Regione di Ūlytau
- Ūlytau
- Zhańaarqa

## Regione di Zhambyl
- Bajzaq
- Merkí
- Mojynqūm
- Qordaj
- Sarysu
- Šu
- Talas
- Tūrar Rysqūlov
- Zhambyl
- Zhualy

## Regione di Jetısu
- Aqsu
- Alaköl
- Eskeldı
- Kerbūlaq
- Köksu
- Panfilov
- Qaratal
- Sarqant